# アメリ
『アメリ』（原題: Le Fabuleux Destin d'Amélie Poulain, 「アメリ・プーランの素晴らしい運命」の意）は、2001年4月に公開されたフランス映画。
パリ・モンマルトルを舞台に、パリジャンの日常を描き、フランスで国民的大ヒットを記録した。キャッチコピーは｢幸せになる｣。
ストーリーや映像、美術に愛らしさがあふれる一方、ジャン＝ピエール・ジュネ監督らしいブラック・ユーモアや奇妙な人間像、コミュニケーション不全の問題も描かれている。

## あらすじ

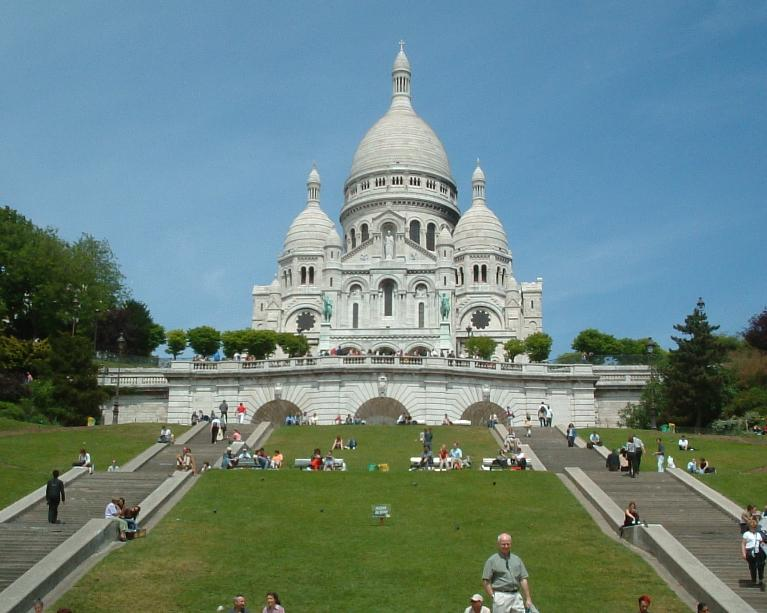
モンマルトルの象徴として劇中に登場するサクレ・クール寺院

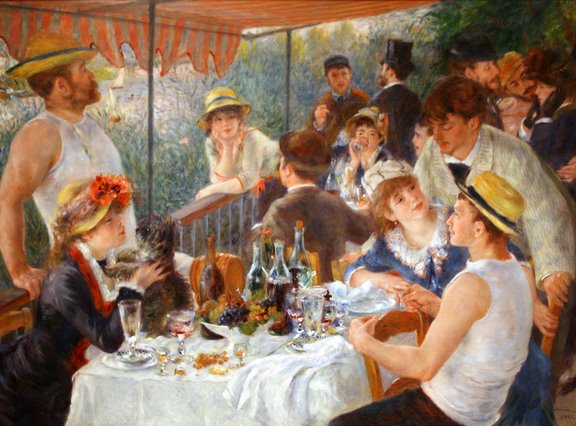
レイモンが模写している「舟遊びをする人々の昼食」

神経質な元教師の母親アマンディーヌと、冷淡な元軍医の父親ラファエルを持つアメリはあまり構ってもらえず、両親との身体接触は父親による彼女の心臓検査時だけだった。いつも父親に触れてもらうのを望んでいたが、あまりに稀なことなので、アメリは検査のたびに心臓が高揚するほどだった。
そんなアメリの心音を聞き、心臓に障害があると勘違いした父親は、学校に登校させずアメリの周りから子供たちを遠ざけてしまう。やがてアメリは母親を事故で亡くし、孤独の中で想像力の豊かな、しかし周囲と満足なコミュニケーションがとれない不器用な少女に育っていった。
そのまま成長して22歳となったアメリは実家を出てアパートに住み、モンマルトルにある元サーカス団員経営のカフェ「カフェ・デ・ドゥ・ムーラン」で働き始める。彼女はクレーム・ブリュレの表面をスプーンで割る、サン・マルタン運河で石を投げ水切りをする、この瞬間にパリで何人が「達した」か妄想するなど、ささやかな一人遊びと空想にふける毎日を送っていた。
ある日、自宅でダイアナ妃事故死のニュースを目にしたアメリは、驚いた拍子に持っていた化粧水瓶の蓋を落としてしまい、転がった先のバスルームのタイルの中から小さな箱を発見する。中に入っていた子供の宝物を持ち主に返そうとした彼女は、探偵の真似事をして前の住人を探し、ついに持ち主のブルトドーに辿り着く。箱を返して喜ばれたことで、初めて世界と調和が取れた気がしたアメリは、人を幸せにすることに喜びを見出すようになった。
そしてアメリは、実家にある庭の人形を父親に内緒で世界旅行させ、父親に旅の楽しさを思い出させたり、不倫相手と駆け落ちした夫を想い続ける女性マドレーヌには、夫の過去の手紙を捏造して幸せな気持ちにさせたり、時には意地悪な人間をこらしめるために家宅侵入もするなど、手段を選ばぬ小さなイタズラ（犯罪すれすれのものも含む）で、周囲の人々を幸せな気分にさせて楽しむ。しかしそれとは裏腹に、彼女に関心を持ってくれる人物は誰も現れなかった。
ところが彼女にも気になる男性が現れた。スピード写真のボックス下に捨てられた他人の証明写真を収集する趣味を持つニノである。他人を幸せにしてきたアメリだったが、気持ちをどう切り出してよいのかわからず、自分が幸せになる方法を見つけられない。
ニノの置き忘れた証明写真コレクションアルバムを手に入れた彼女は、これを返すことで彼に近づこうとする。しかし、ストレートに切り出す勇気のないアメリは、宝探しじみた謎のメッセージをニノに送る。ニノはアルバムを探してモンマルトルの丘を右往左往、アメリはアルバムを返した代わりに出会うチャンスを逃してしまった。
どうしてもニノの前に出ることができない彼女に、想像上の友人である部屋の置物たちや、アメリを見守ってきたアパートの同居人レイモンらが「思い切ってぶつかっても自分が砕けてしまうことはない」と背中を押す。一方、ニノはアルバムに入っていたメッセージの送り主の写真を頼りにアメリを探して回り、アメリのばら撒いたヒントを辿って、彼女のアパートにたどり着く。ストレートに他人と向き合うことのなかったアメリはついにドアを開け、ニノを迎え入れる。
父は、また新しい旅に踏み出した。周囲の人々の生活も少しずつ変化し、また一日が巡っていく。そんなパリの街並みの中を、アメリはニノのバイクの後席に乗り駆け抜けていくのだった。

## 配役
| 役名                     | 俳優                       | 日本語吹替 | 概要 |
| ------------------------ | -------------------------- | ---------- | --- |
| アメリ・プーラン         | オドレイ・トトゥ           | 林原めぐみ | 人とのコミュニケーションが苦手な23歳の女性。恋愛経験はあるが、満足できる経験にはならなかった。                                                 |
| 少女時代のアメリ         | Flora Guiet                | 相田さやか | 自動車事故が自分のカメラのせいだと隣人に騙されたため、仕返しに隣人のサッカー中継視聴を邪魔をするため屋根に上りテレビアンテナの線を抜く。       |
| ニノ・カンカンポワ       | マチュー・カソヴィッツ     | 宮本充     | 他人の証明写真を集めるのが趣味。バイクでパリ市内を回っている。本業はポルノショップ店員で、遊園地のお化け屋敷で骸骨人間のアルバイトをしている。 |
| 少年時代のニノ           | Amaury Babault             |            | |
| レイモン・デュファイエル | セルジュ・メルラン         | 小林恭治   | 骨が脆くて外出できず、部屋の中で絵を描いている老人。何十年もルノワールの「舟遊びをする人々の昼食」を模写している。                             |
| リュシアン               | ジャメル・ドゥブーズ       | 根本泰彦   | コリニョンの食料品店で働く青年。片腕がない。                                                                                                   |
| マドレーヌ・ウォラス     | ヨランド・モロー           | 池田昌子   | アメリが住むアパートの管理人。何十年も前に愛人と駆け落ちして死んだ夫を想い、まだ相思相愛だった頃の手紙を読み返している。                       |
| マダム・シュザンヌ       | クレール・モーリエ         | 木村有里   | アメリが働くカフェの女主人。 |
| ジョゼフ                 | ドミニク・ピノン           | 内田直哉   | カフェの常連客。別れたジーナを常に監視していたが、アメリの計略でジョルジェットと恋に陥る。                                                     |
| ジーナ                   | クロティルド・モレ         | 定岡小百合 | カフェで働くアメリの同僚。ジョゼフの元恋人。                                                                                                   |
| ジョルジェット           | イザベル・ナンティ         | 銀粉蝶     | カフェのタバコ売り場で働く。アメリの計略でジョゼフと恋に陥る。                                                                                 |
| イポリト                 | アルチュス・ド・パンゲルン | 原康義     | カフェの常連客。売れない小説家。 |
| コリニョン               | ユルバン・カンセリエ       | 稲葉実     | 食料品店を経営している。リュシアンを傷つける言葉を投げるコリニョンにアメリはイタズラを仕掛ける。                                               |
| ドミニク・ブルトドー     | モーリス・ベニシュー       | 茶風林     | アメリが見つけた小箱の持ち主。娘と孫がいるが、もうずっと疎遠になっている。                                                                     |
| 少年時代のブルトドー     | Kevin Fernandes            |            | ツール・ド・フランスやビー玉遊び、叔母の下着姿を盗み見ることが大好きな少年。                                                                   |
| ラファエル・プーラン     | リュファス                 | 池田勝     | アメリの父。 |
| アマンディーヌ・プーラン | ロレーラ・クラヴォッタ     | さとうあい | アメリの母。神経質な性格で、男児が生まれるようノートルダム聖堂に祈願しに行った際、娘の前で飛び降り自殺の巻き添えで亡くなる。                   |
| エヴァ                   | クロード・ペロン           |            | ニノの働くポルノショップの同僚。 |
| フィロメーヌ             | アルメール                 |            | キャビンアテンダント。アメリからドワーフを預かり世界中の名所を背景に写真を撮って送る。                                                         |
| ナレーション             | アンドレ・デュソリエ       | 野沢那智   | |

## スタッフ
- 監督:ジャン＝ピエール・ジュネ
- 脚本:ギヨーム・ローラン
- 音楽:ヤン・ティルセン

## 製作
当初はアメリ役にエミリー・ワトソンを想定して脚本が書かれたが、彼女が妊娠によって降板したため、オドレイ・トトゥに役が回ってきた。
アメリの実家はパリ市北部（伝統的に低所得者や移民の多い街）にあるという設定で、作中でも八百屋の小僧を演じるジャメル・ドゥブーズはモロッコ系であり、またアメリがパリ北駅で電車から降りたあと黒人に声をかけられるシーンが描かれている。
映画の中でアメリの部屋に飾ってある絵のほとんどが、ミヒャエル・ゾーヴァの作品である。また映画の色彩はブラジルの芸術家、ファレス・マチャドの絵画（緑、黄、赤の基調）にインスパイアされている。
オドレイ・トトゥは運河での水切りができなかったため、ＣＧ処理によって解決されている。
劇中のカフェ、ドゥ・ムーランとコリニヨンの八百屋は実在する。
アメリがＴＶで観ている白黒映像は往年の女優、サラ・ベルナールの葬儀の模様である。
ジュネ監督は当初、映画音楽をマイケル・ナイマンに依頼したが実現しなかった。代わりに多様な楽器を操り、映画の世界観によく合うヤン・ティルセンを知り、彼にオファーしたところ、既存曲のどれでも使って良いと許諾を得た。また、ヤンは「アメリのワルツ」という新曲を映画に提供した。
映画の大ヒットを受けて、モンマルトルの地価が高騰した。

### ロケ地
| 名称                             | フランス語表記                        | 区   | 場所                                                                  |                                                                            |
| -------------------------------- | ------------------------------------- | ---- | --------------------------------------------------------------------- | -------------------------------------------------------------------------- |
| サクレ・クール寺院               | Basilique du Sacré-Cœur de Montmartre | 18区 | 北緯48度53分12.1秒 東経2度20分34.8秒 / 北緯48.886694度 東経2.343000度 | ニノがアルバムの手掛かりを求めてさまよう場所                               |
| ノートルダム大聖堂               | Cathédrale Notre-Dame de Paris        | 04区 | 北緯48度51分10.8秒 東経2度20分59.3秒 / 北緯48.853000度 東経2.349806度 | 旅行者が飛び降り自殺する場所                                               |
| ラマルク・コランクール駅         | Lamarck - Caulaincourt                | 18区 | 北緯48度53分23秒 東経2度20分19秒 / 北緯48.88972度 東経2.33861度       | アメリが盲目のおじいさんの手を引いて別れる場所                             |
| カフェ・デ・ドゥ・ムーラン       | Café des 2 Moulins                    | 18区 | 北緯48度53分5.75秒 東経2度20分1秒 / 北緯48.8849306度 東経2.33361度    | アメリが働くカフェ                                                         |
| オ・マルシェ・ドゥ・ラ・ビュット | Au Marché de la Butte                 | 18区 | 北緯48度53分08.3秒 東経2度20分18.3秒 / 北緯48.885639度 東経2.338417度 | コリニョンの食料品店                                                       |
| アベス駅                         | Abbesses                              | 18区 | 北緯48度53分04秒 東経2度20分19秒 / 北緯48.88444度 東経2.33861度       | アメリがニノに初めて出会う駅                                               |
| パリ北駅                         | Gare du Nord                          | 10区 | 北緯48度52分51.4秒 東経2度21分19.2秒 / 北緯48.880944度 東経2.355333度 | アメリが父親に会いに行くために利用する駅                                   |
| パリ東駅                         | Gare de l'Est                         | 10区 | 北緯48度52分37.4秒 東経2度21分32.9秒 / 北緯48.877056度 東経2.359139度 | ニノがアルバムを置き忘れ、アメリが怪傑ゾロのマスクをつけて証明写真を撮る駅 |
| カンブロンヌ駅                   | Cambronne                             | 15区 | 北緯48度50分51秒 東経2度18分11秒 / 北緯48.84750度 東経2.30306度       | アメリが貼り紙を剥がす高架駅                                               |
| サン・マルタン運河               | Canal Saint-Martin                    | 19区 | 北緯48度53分0秒 東経2度22分13.9秒 / 北緯48.88333度 東経2.370528度     | アメリが水切りをする場所                                                   |

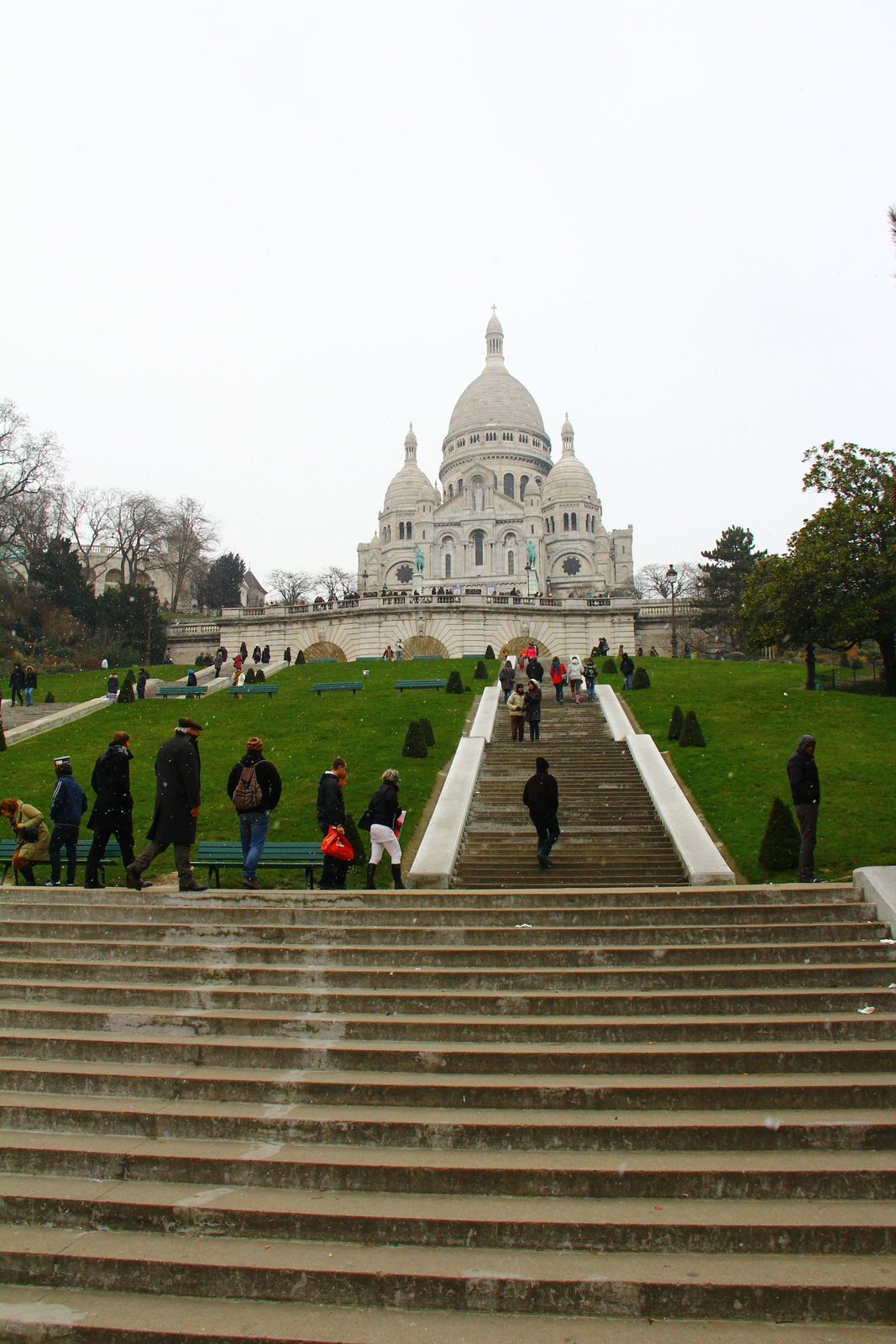
サクレ・クール寺院
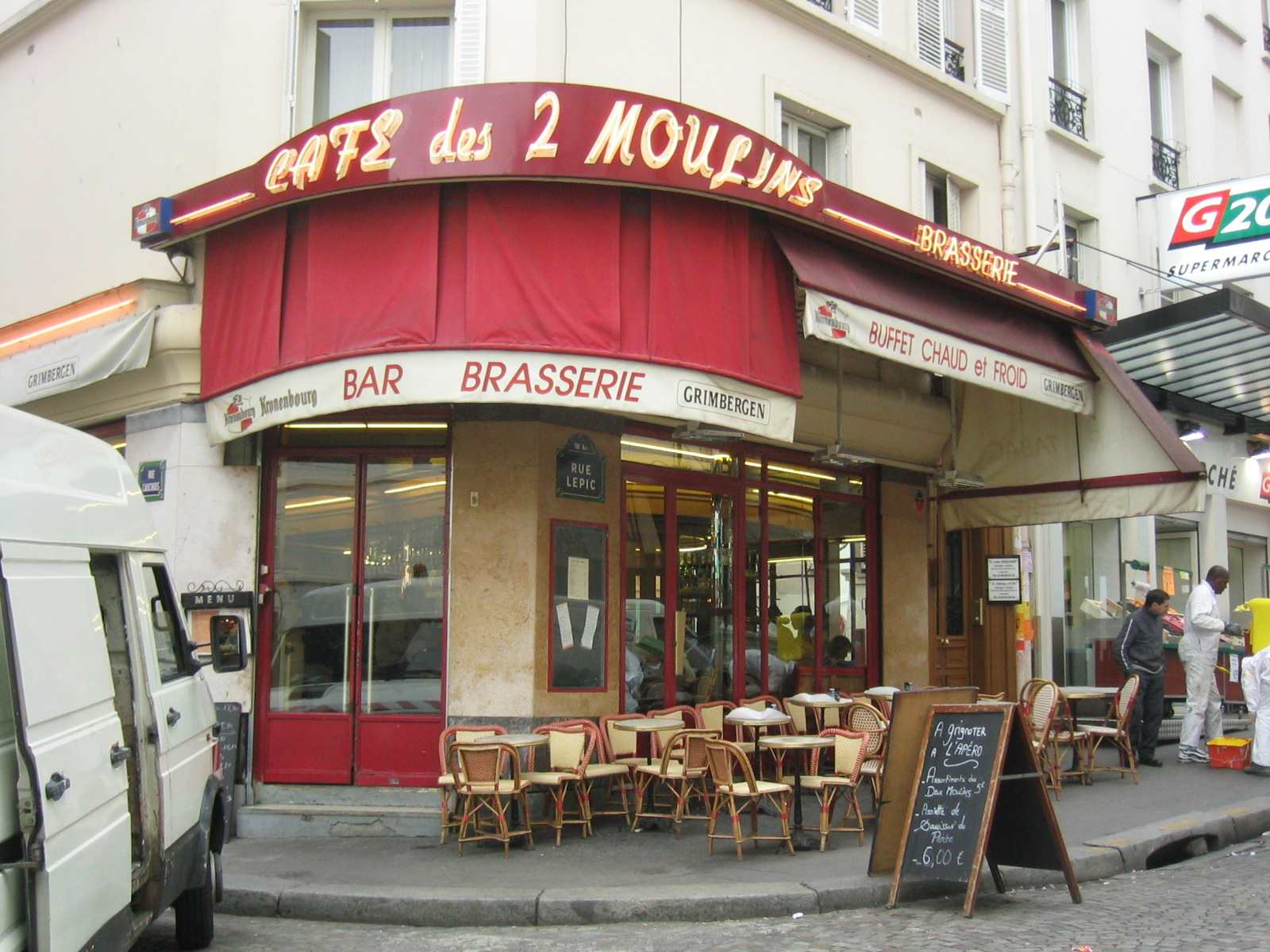
カフェ・デ・ドゥ・ムーラン
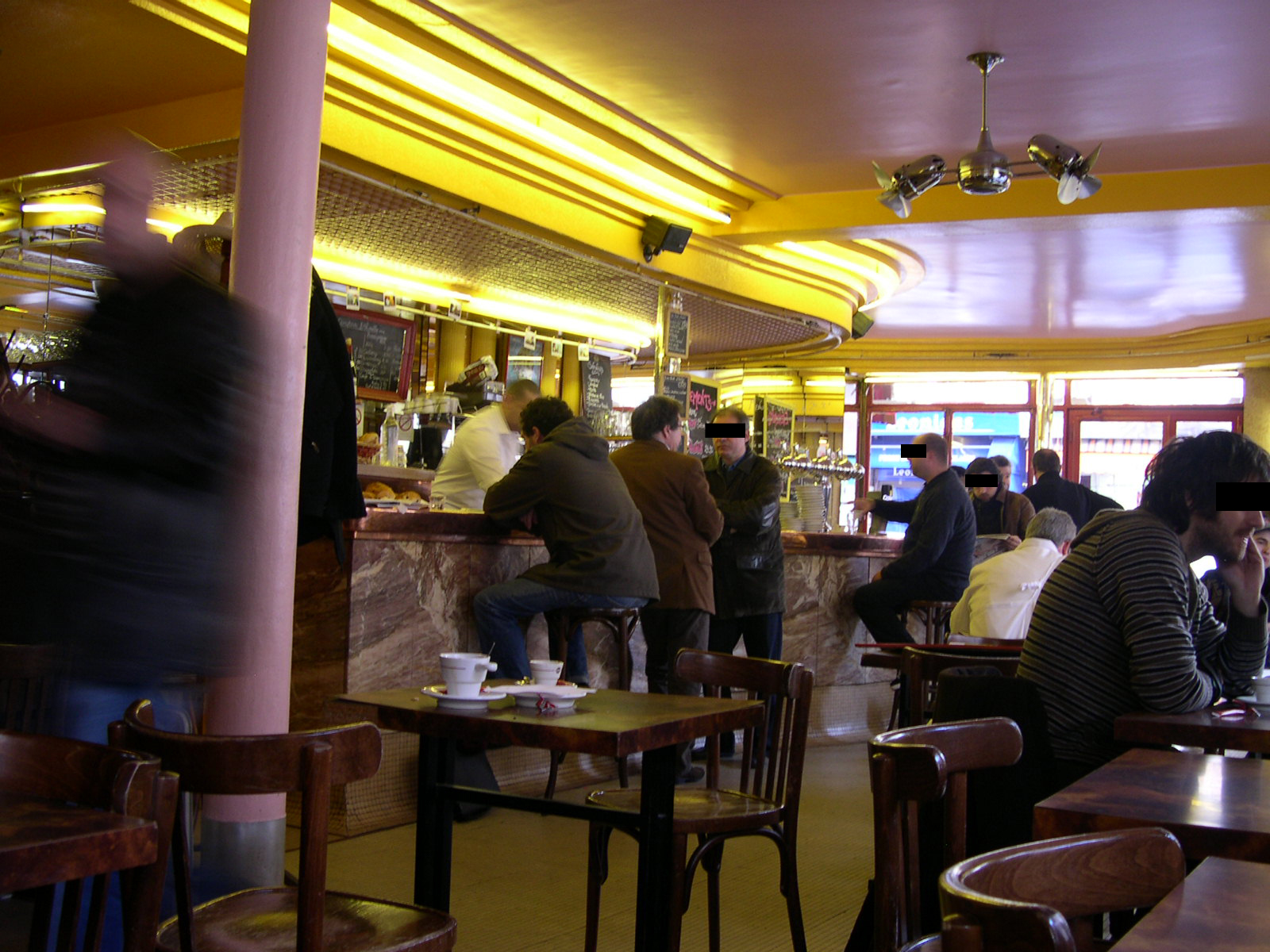
カフェ・デ・ドゥ・ムーラン店内
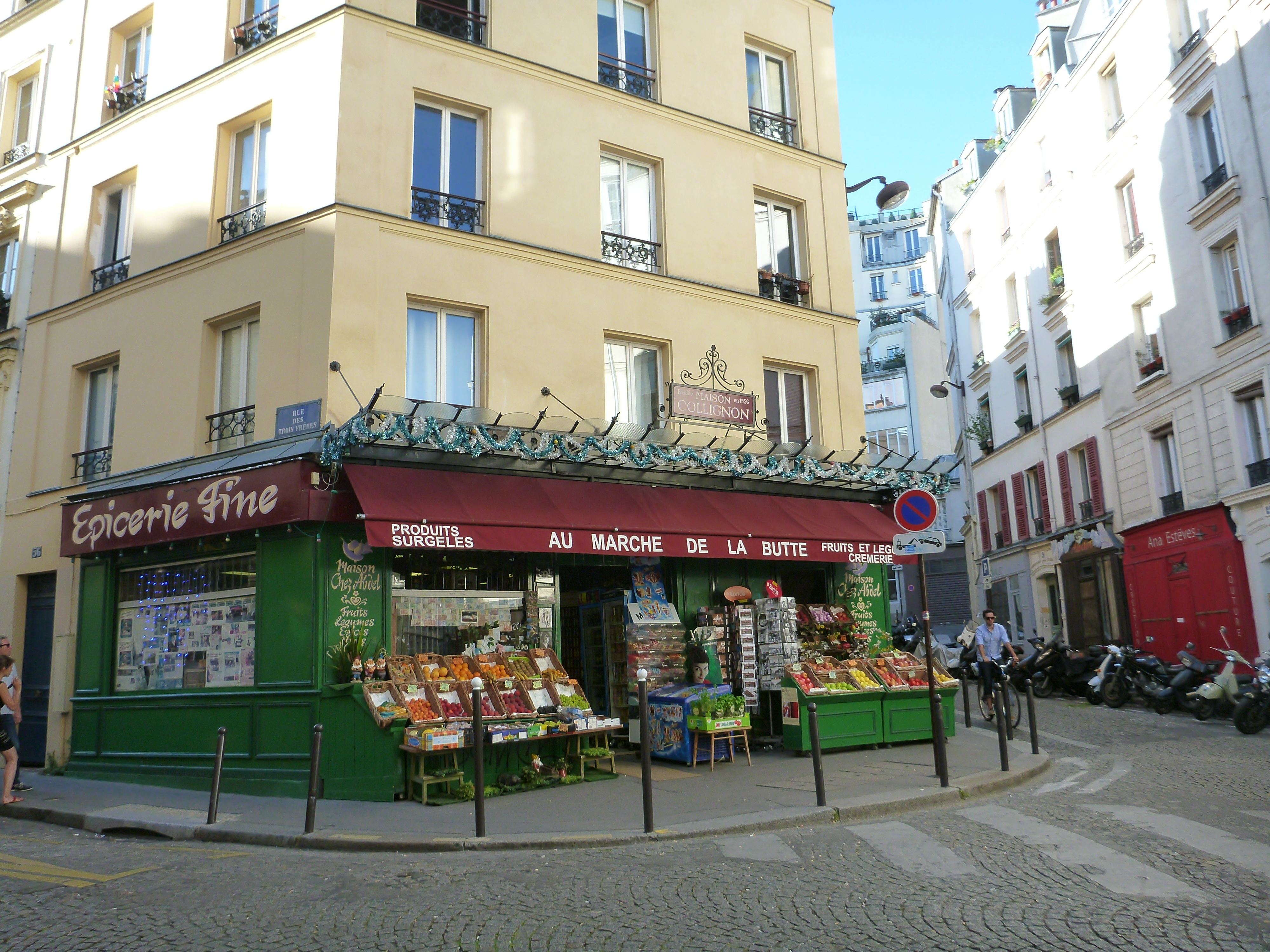
オ・マルシェ・ドゥ・ラ・ビュット
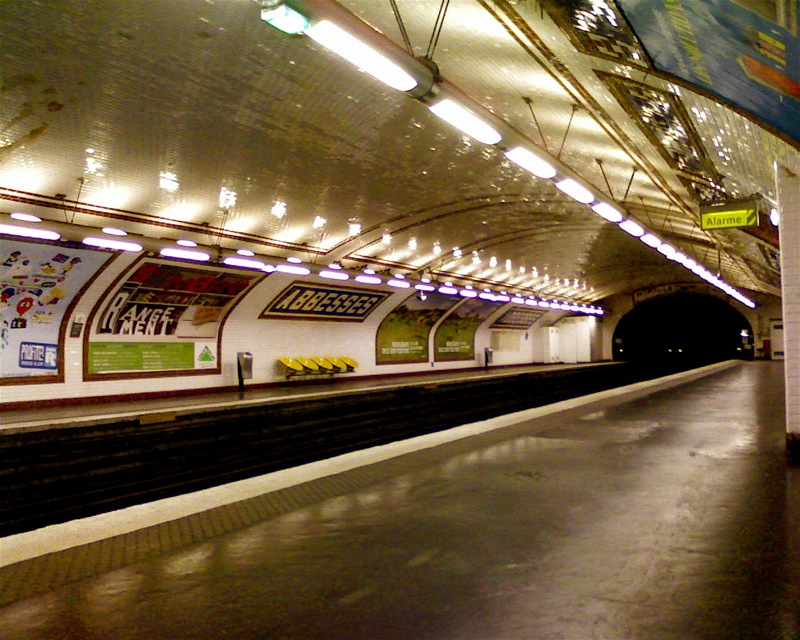
アベス駅
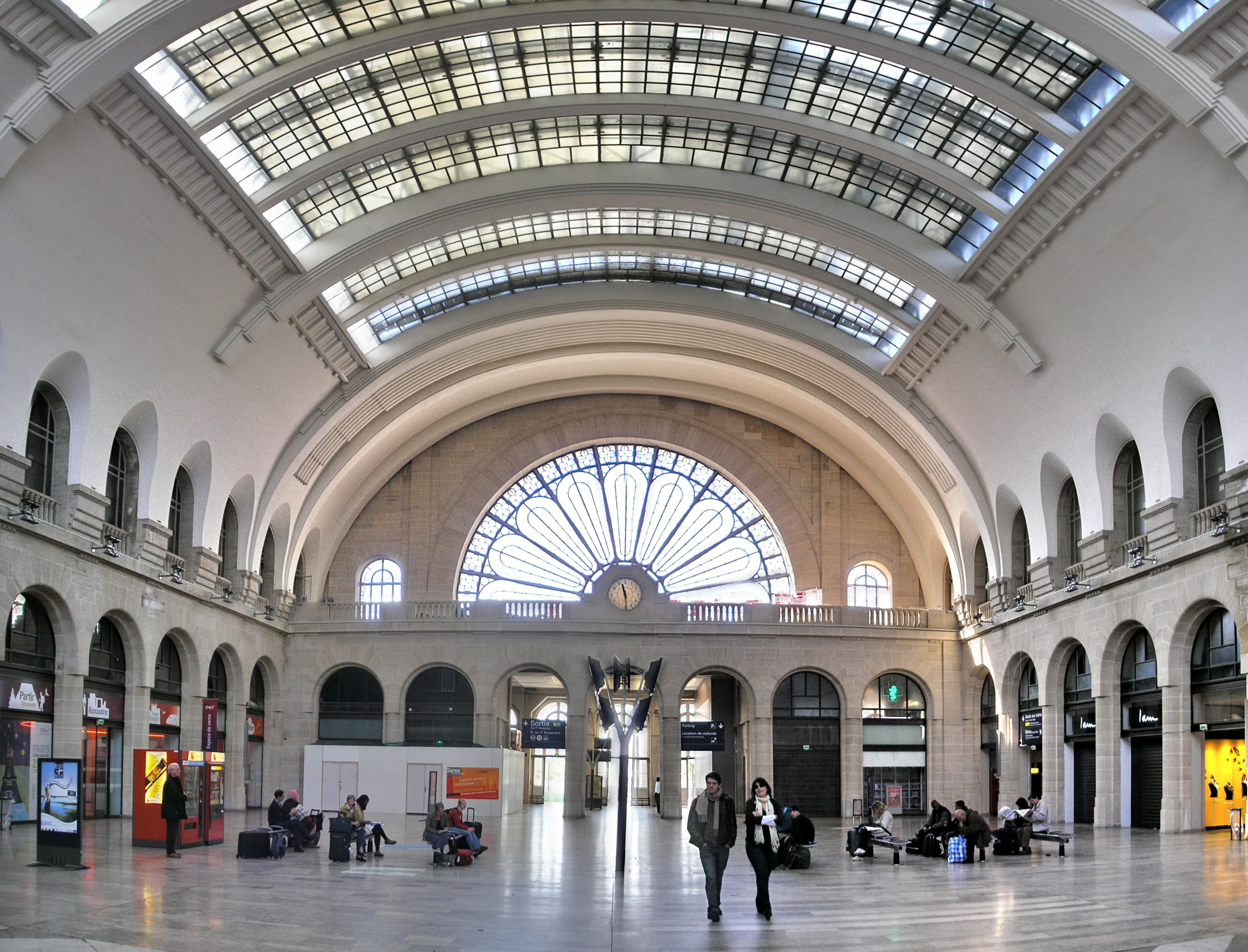
パリ東駅
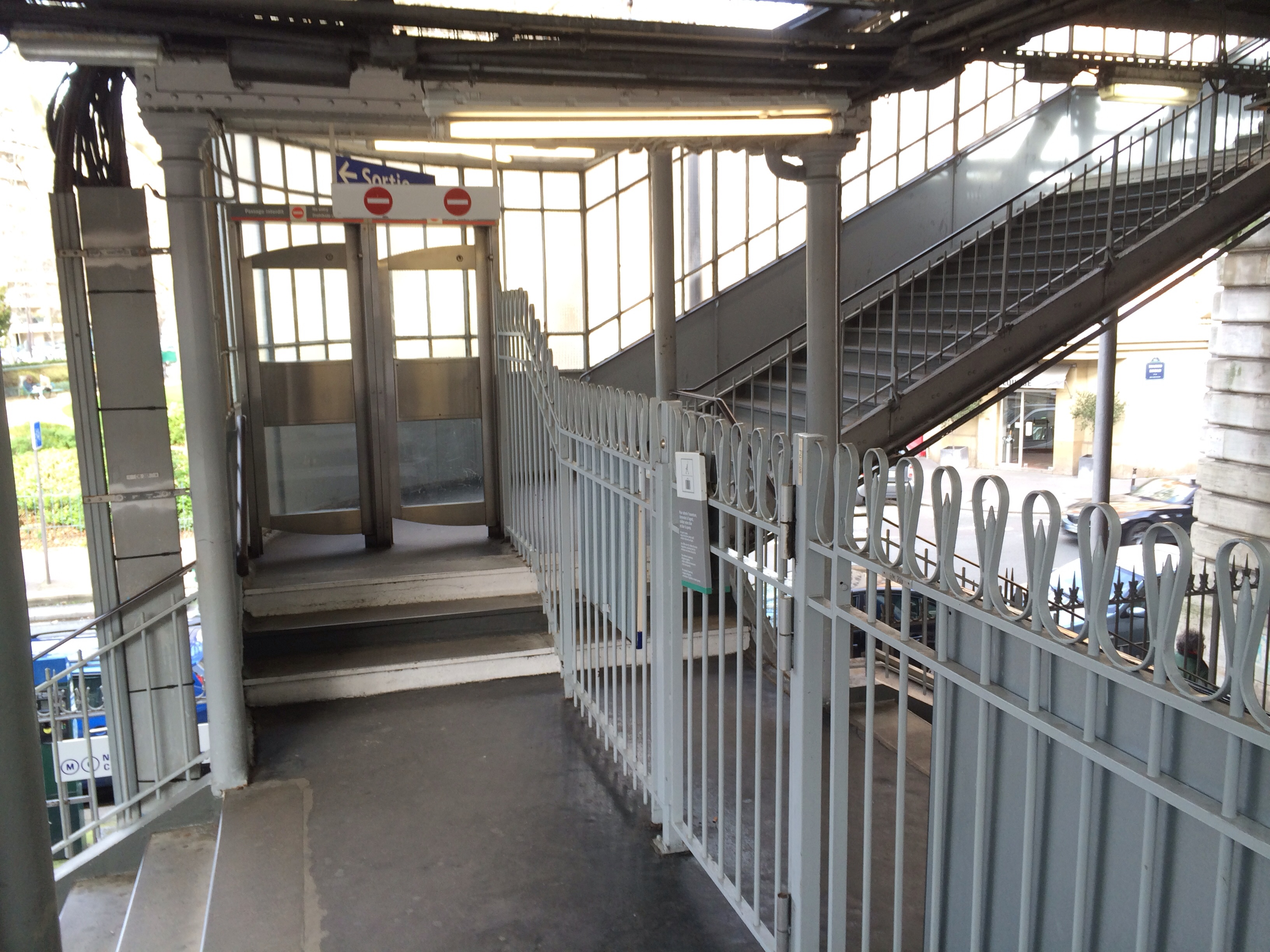
カンブロンヌ駅
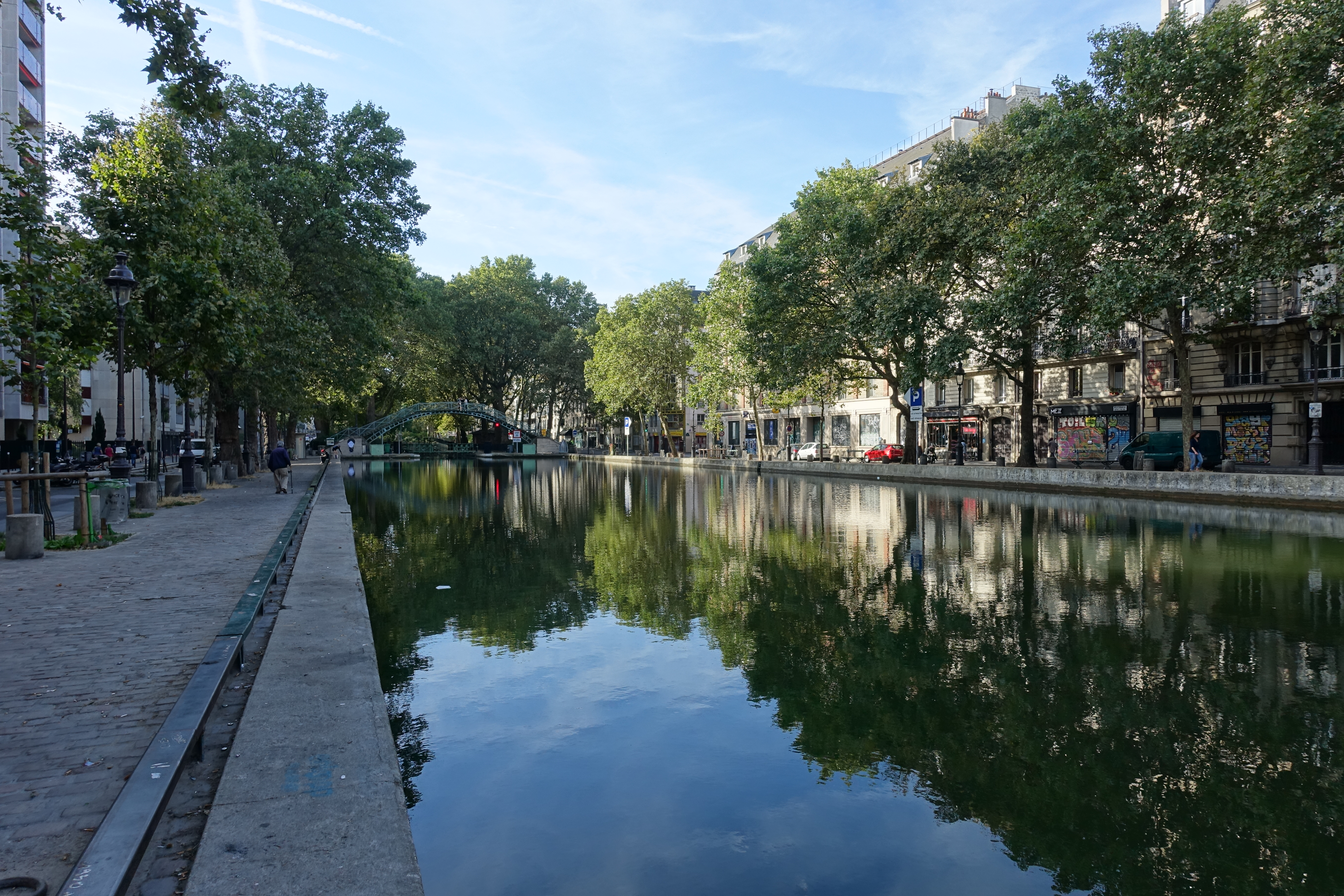
サン・マルタン運河

## 公開
日本ではシナリオ段階で購入をしたニューセレクト株式会社（アルバトロス・フィルム）が配給。
結果的に興行収入16億円を突破する同社で初めての大ヒット作品となり、それ以降、同社がアート作品を配給するきっかけとなった。
当時同社で買付を担当した叶井俊太郎によれば、当初は「『エイリアン4』の監督の次回作」として注目し、企画書の時点では「女ストーカーの話」のように読めたことから、ホラー・サスペンス寄りの作品と目論んで買い付けたところ、実際には全く違う方向性の作品であり、日本でのヒットは「本当に棚ぼた」だとしている。
2023年9月、デジタルリマスター版を本作品の日本公開から22年目となる同年11月17日に劇場公開することを発表した。

## 評価
フランス映画の中で、『アメリ現象』と呼ばれる国際的なヒット、社会現象を記録した。アメリのような前髪を短く切ったおかっぱのヘアスタイルや、作中に出てくるクリームブリュレ、インテリア、赤い壁紙の部屋等、当時映画の世界観を真似る女子たちが急増した。
先述の通りパリの中でも移民の多い地区を舞台にしていながら、劇中には黒人やアラブ系の人々の登場がきわめて少ない。そのため、偏ったフランス社会の描写だという批判が左派系新聞として有名な『リベラシオン』誌に掲載された。DVDの特典映像として、この批判に対する監督の回答が収録されている。

### 賞
- 2001年エディンバラ国際映画祭 観客賞受賞
- 2001年セザール賞 作品賞、監督賞、音楽賞、美術賞受賞
- 2001年 カルロヴィ・ヴァリ国際映画祭 グランプリ受賞
- 2001年 フロリダ映画批評家協会賞 作品賞、外国語映画賞受賞
- 2001年 ヨーロッパ映画賞 作品賞、監督賞、撮影賞、観客賞(監督賞)受賞
- 2001年 クリティクス・チョイス・ムービー・アワード 外国語映画賞受賞
- 2001年アカデミー賞 外国語映画賞、美術賞、撮影賞、音響賞、脚本賞ノミネート
- 2001年ゴールデングローブ賞 外国語映画部門ノミネート

## ミュージカル
映画を基にしたミュージカル (Amélie_(musical)) は、2015年9月11日から10月4日までアメリカ・カリフォルニア州のバークレー・レパートリー・シアターで上演された。演出はパム・マッキノン、脚本はクレイグ・ルーカス、音楽はダン・メッセ、作詞はネイサン・タイセンが担当。主演はサマンサ・バークスが務めた。
2017年には、ブロードウェイにおいてフィリッパ・スーを主演として上演された。演出はパム・マッキノン、脚本はクレイグ・ルーカス、音楽はダン・メッセ、作詞はダン・メッセとネイサン・タイセンが担当。
日本版 (Japanese production) も2018年5月から6月にかけて東京と大阪で上演されることが決定し、演出は児玉明子、主演に渡辺麻友が起用されることが2018年1月に発表された。渡辺は初のミュージカル作品出演となる。
上演日程
- 東京公演（2018年5月18日 - 6月3日、天王洲 銀河劇場）[12]
- 大阪公演（2018年6月7日 - 10日、森ノ宮ピロティホール）

キャスト
- 渡辺麻友 - アメリ・プーラン（Amélie） 役
- 太田基裕 - ニノ・カンカンポワ（Nino） 役 など
- 植本純米 - 盲目の物乞い、庭のノーム像 役 など
- 勝矢 - ジョゼフ（Joseph）、アメリの親友で金魚のクジラ・プーラン 役 など
- 伊藤明賢 - アメリの父親のラファエル・プーラン（Raphael）、ブルトドー（Bretodeau） 役 など
- 石井一彰 - リュシアン（Lucien）、アドリアン・ウェルス（Adrien Wells）、ミステリアスな男（Mysterious Man） 役 など
- 山岸門人 - イポリト（Hipolito）、エルトン・ジョン（Elton John）、ベルギー人旅行者（Belgian Tourist） 役 など
- 皆本麻帆 - アメリが働くカフェの店員のジーナ（Gina） 役 など
- 野口かおる - アメリが働くカフェの店員のジョルジェット（Georgette）、シルビー（Sylvie） 役 など
- 叶英奈・藤巻杏慈（ダブルキャスト） - 少女時代のアメリ（Young Amélie） 役
- 明星真由美 - アメリが働くカフェのオーナーのシュザンヌ（Suzanne） 役
- 池田有希子 - アメリの母親のアマンディーヌ・プーラン（Amandine）、フィロメーヌ（Philomene） 役 など
- 藤木孝 - 老人画家のデュファイエル（Dufayel）、コリニョン（Collignon） 役 など

なお、ブロードウェイ版の役名を併記している。
スタッフ
- 脚本：クレイグ・ルーカス
- 音楽：ダニエル・メッセ
- 歌詞：ネイサン・タイセン&ダニエル・メッセ
- 翻訳・訳詞：滋井津宇
- 演出：児玉明子
- 音楽監督：斉藤恒芳

主催および企画・制作
- 東京公演主催：フジテレビジョン / ネルケプランニング / 代々木アニメーション学院
- 大阪公演主催：関西テレビ放送 / サンライズプロモーション大阪
- 企画・製作：ネルケプランニング